# Невід'ємна матриця
Невід'ємна матриця, записується
{\displaystyle \mathbf {X} \geq 0,}
це матриця у якій всі елементи є невід'ємними, тобто,
{\displaystyle x_{ij}\geq 0\qquad \forall {i,j}.}
Додатня матриця — матриця, у якої всі елементи є додатними.
Множина додатних матриць є внутрішністю замкненої множини невід'ємних матриць.
Термін невід'ємна матриця є широко вживаним, на відміну від терміна додатня матриця, який легко переплутати з додатноозначена матриця.
Якщо матриця є невід'ємною та невід'ємновизначеною, то її називають двічі невід'ємною матрицею.
Прямокутна невід'ємна матриця може бути наближена добутком двох невід'ємних матриць (розклад невід'ємних матриць).
Власні значення та власні вектори невід'ємної матриці описуються в теоремі Перрона — Фробеніуса.

## Часткові випадки
Окремо вивчають такі підвиди невід'ємних матриць:
- нерозкладна матриця;
- примітивна матриця;
- стохастична матриця;
- бістохастична матриця;
- симетрична невід'ємна матриця.